# چتهی
چتهی (به انگلیسی: Chathi) یک منطقهٔ مسکونی در پاکستان است که در خیبر پختونخوا واقع شده‌است. چتهی ۶۲۵ متر بالاتر از سطح دریا واقع شده‌است.